# Lac du Ladon
Le lac du Ladon, en grec moderne : Λίμνη Λάδωνα, est un lac de barrage du district régional d'Arcadie dans le Péloponnèse en Grèce. Il est créé après la construction d'un barrage sur la rivière Ladon. Il fait partie du bassin versant du fleuve Alphée, dont l'affluent est le Ladon. Sa superficie est de 3 048 m2.